# Kymco Quannon
Il Quannon è una motocicletta stradale prodotta dall'azienda di Taiwan, Kymco.
Viene commercializzato in un'unica motorizzazione 125 cm³ da 4 tempi. Il raffreddamento è ad aria più ad olio e l'avviamento è elettrico. Il serbatoio ha una capienza di 13,5 litri e la velocità massima è di 105 km/h.
In Italia viene commercializzato in un solo colore il rosso. Dopo che nella prima versione era venduto solo con una semi-carenatura, in seguito è stata commercializzata anche una versione naked.